# Emerson Orlando de Melo
Emerson Orlando de Melo (sinh ngày 2 tháng 3 năm 1973) là một cầu thủ bóng đá người Brasil.

## Sự nghiệp câu lạc bộ
Emerson Orlando de Melo đã từng chơi cho Tokyo Verdy.

## Thống kê câu lạc bộ

### J.League
| Đội         | Năm       | J.League | J.League | J.League Cup | J.League Cup | Tổng cộng | Tổng cộng |
| Đội         | Năm       | Trận     | Bàn      | Trận         | Bàn          | Trận      | Bàn       |
| ----------- | --------- | -------- | -------- | ------------ | ------------ | --------- | --------- |
| Tokyo Verdy | 2001      | 7        | 0        | 0            | 0            | 7         | 0         |
| Tổng cộng   | Tổng cộng | 7        | 0        | 0            | 0            | 7         | 0         |